# Policy of 3
Policy of 3 (inicialmente Matter Of Fact) fue un cuarteto emo estadounidense, oriundos de Nueva Jersey, activos desde 1989 hasta 1995. 
Su música mezcló la energía cruda del punk con política de izquierda, sumado a tempos variados e introspección, características del emo. Además, estuvieron fuertemente influenciados por el hardcore punk de la costa este. Han sido comparados a contemporáneos como Moss Icon, Still Life, y Hoover.
El nombre de la banda se inspiró en la historia moderna de China. De acuerdo con las notas de Anthology, el término "Política de 3" se refiere a las ideas de un grupo de tres agricultores chinos que a fines de la década de 1930 que, a través de diversos medios no violentos, propugnaron un mayor poder para los campesinos y la independencia de la clase terrateniente rica.

## Miembros
- Jeff Fisher – guitarras, voces
- Adam Goldstein – guitarras, voces
- Bull Gervasi – bajo
- Chris Fry – batería

## Discografía
- Policy Of 3 7" (Bloodlink, 1993)
- Dead Dog Summer LP (Old Glory, 1993)
- American Woodworking 7" (Old Glory, 1994)
- An Anthology CD doble (Ebullition, 2004)[2]

Apariciones en compilatorios
| Año  | Canción               | Álbum                          | Sello                                                 |
| ---- | --------------------- | ------------------------------ | ----------------------------------------------------- |
| 1992 | "Empty Men"           | The Spirit Of Solitude 7"      | Yuletide                                              |
| 1993 | "Declination"         | Superpowers                    | Troubleman Unlimited                                  |
| 1994 | "Improv Culture Kill" | All The President's Men 12"    | Old Glory                                             |
| 1995 | "Autronic Eye"        | XXX - Some Ideas Are Poisonous | Ebullition                                            |
| 1995 | "Twelve Years Down"   | Education 12"                  | The Mountain Collective For Independent Artists, Ltd. |
| 1995 | "1%" y "Untitled"     | Kellercore                     | Zieh Dich Warm An                                     |